# Pap Gábor (püspök)
Pap Gábor (másként: Vönöczky, Pap Kovách, Vilonya (Veszprém vármegye), 1827. szeptember 10. – Komárom, 1895. november 2.) a Dunántúli Református Egyházkerület püspöke 1874-től haláláig; országgyűlési képviselő.

## Élete

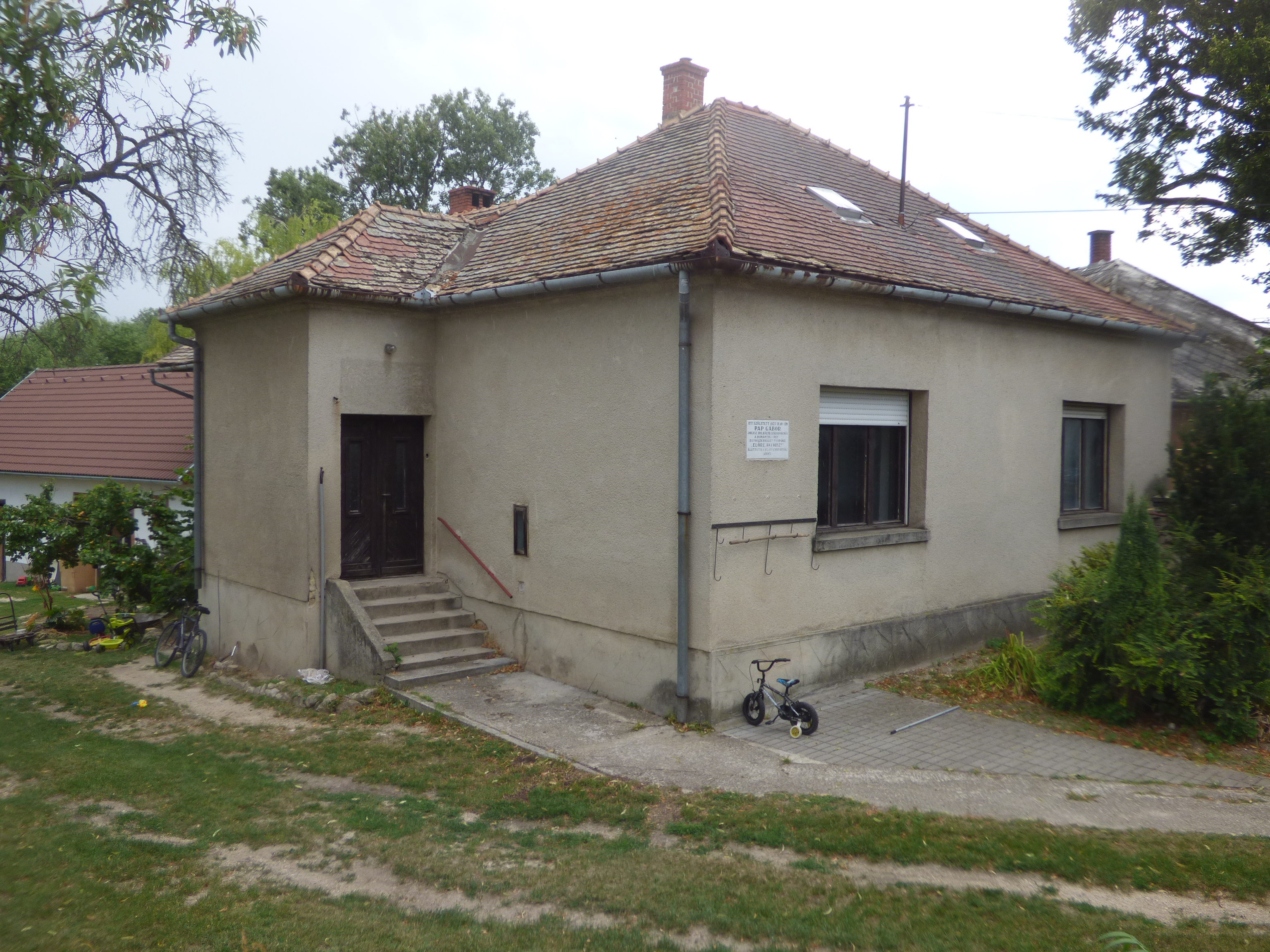
Pap Gábor püspök szülőháza a vilonyai református erődtemplom tőszomszédságában

Pap István, előbb vilonyai, később vámosi lelkész, egyházmegyei főesperes és Oláh Klára fia. A gimnázium I-V. osztályát apja irányítása mellett otthon végezte; a gimnázium VI. osztályát, a bölcseleti és jogi tanfolyamot Pápán, ahol Tarczy Lajos, Bocsor István és Stettner György voltak tanárai. Pápai tanuló korában 1845 és 1846-ban az ifjúság lapját, a Koszorút, és 1847-ben a Vándort szerkesztette. 1847 augusztusában végezte a jogi tanfolyamot és Bécsbe ment magánnevelőnek Huszár József báró fia mellé. Részt vett az 1848. évi bécsi forradalomban és amikor Windischgrätz körülzárta Bécset, inasruhában menekült és novemberben belépett a honvédek közé. Tiszafüredig Guyon Richárd, majd a magyar szabadságharc végéig Kmety György hadtestében szolgált. Ennek a hadtestnek Lugosnál való megállása tette lehetővé Kossuth Lajos és a haza több kitűnőségének menekülését. Erdély bércei közé menekülésekor mint honvédszázados betegen esett osztrák fogságba és egy hónapig a temesvári kazamatákban volt elzárva, ahonnan betegen bocsátották el. Hazament szüleihez Vámosra, de ott végül elfogták és Veszprémbe Pap János megyei főnökhöz kísérték be a csendőrök, de mint beteget újra elbocsátották és csendőri felügyelet alá került. Magánúton készült a teológiai tanfolyam tantárgyaira és a papi vizsga letétele után, mint kibocsátott lelkésznek, üldöztetése megszűnt. 1851-ben Balatonudvariban (Zala vármegye) volt időközi lelkész; rendes lelkészi hivatalt viselt Arácson (Zala vármegye) 1852 márciusától 1854 novemberéig, Balatonudvariban 1858 júliusáig, Litéren (Veszprém vármegye) 1864 júniusig és ettől az időtől kezdve Vörösberényben (Veszprém vármegye), majd Vilonyán (Veszprém vármegye) volt lelkész. 1859-ben élénk részt vett a protestánsok jogait megtámadó pátens elleni mozgalomban, melynek a veszprémi egyházmegyében egyik vezére volt; jelentős szerepe volt a Veszprém vármegyei honvédegylet megalapításában is, melynek jegyzője és később elnöke lett. 1868-ban a veszprémi református egyházmegye esperesének, 1873. május 13-án a dunántúli helvét hitvallású (református) egyházkerület főjegyzőjének, 1874. június 1-jén pedig szuperintendensének választotta; ugyanezen év szeptember 20-án foglalta el püspöki székét Komáromban, ahol 1878-tól volt lelkész (1875-től 1878-ig Ószőnyben lelkészkedett; 1876-tól 1879-ig országgyűlési képviselő is volt); 1878-ban a komáromi honvédegylet elnöke és a városi képviselő bizottság tagja lett. 1881-ben protestáns nőegyletet alapított. Püspöki állása folytán a főrendiházban is széket és szavazatot nyert, annak ülésein, különösen a polgári házassági és egyházpolitikai viták- és szavazásokban aktívan részt vett. Szenvedélyes könyvgyűjtő volt és valóban becses 40 000 forintot érő könyvtárában számos különlegesség is akadt. Különösen a reformáció elejéről való ősnyomtatványokból volt ritka kollekciója. Nagyértékű éremgyűjteménnyel is rendelkezett, amelyről már életében úgy rendelkezett, hogy azt halála után a pápai református kollégium kapja, melynek életében is jótevője volt.

## Újságírói munkássága

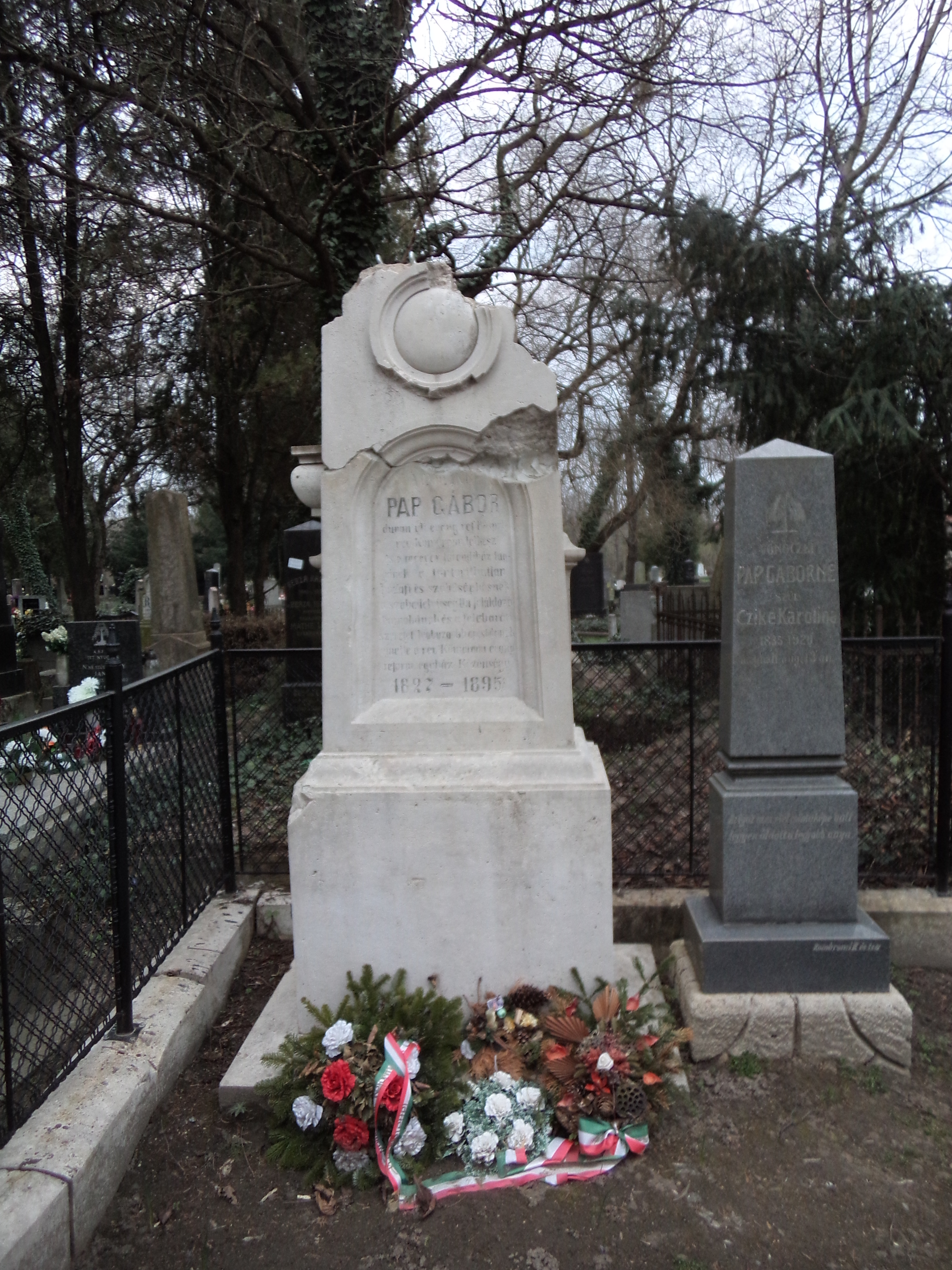
Sírja Komáromban

A bécsi forradalmat ismertető közleményeket küldött a Jókai Mór és Petőfi Sándor által szerkesztett Életképekbe (1848), ugyanakkor írt a Kovács Pál által Győrben szerkesztett Hazánkba, úgyszintén a Protestáns Egyházi és Iskolai Lapba (1858–66.). Főleg 1853-tól kezdett Roboznak és többeknek sürgetésére ismét írni és munkatársa lett a Pesti Naplónak, Hölgyfutárnak (1854. Úti képek és eszmék Balaton-Füredtől Komáromig, 1859–64. levelek sat.), később a Divatcsarnoknak (míg Császár Ferenc szerkesztette), a Jókai által szerkesztett Délibábnak (Vönöcky név alatt), a Magyar Sajtónak (míg szerkesztését Vajda nem vette át, 1857. 22. sz. Balatoni halászat, 35., 263. Balatonvidéki viszhang az országos egyházi kérdésre), a Szelestey által megindított Szépirodalmi Közlönynek (1857. Nyelvünk ujjászületési korszaka), a Vas Gereben Budapesti Viszhangjának, az Arany János Koszorújának, a Falusi Gazdának, a Zala-Somogyi Közlönynek, a Győri Közlönynek, a Vasárnapi Ujságnak (1861), a Somogynak, a Veszprémnek, a Rózsaági-féle Gombostűnek, a Kertész Gazdának, a Szőlőszet és Borászatnak, a Magyar Bazárnak, a Nővilágnak (1858–59 rendes levelezője volt r. l. és Pap . . . . n jegyek alatt). Versek jelentek meg tőle a Szilágyi Virgil által szerkesztett Budapesti Viszhangban, úgyszintén a Bulyovszky Gyula által szerkesztett Nefelejtsben, a Balaton-Füredi Viszhangban; egyházi munkálatai a Fördős által szerkesztett Közönséges egyházi és gyászbeszédekben és a Vasadi Balogh Lajos Gyakorlati Lelkészetében; székfoglaló beszéde (Prot. Egyh. és Isk. Figyelmező 1874.). Beszéde a főrendiház júl. 5. ülésén (Uo. 1892. 34. sz.); a Protestáns Papba is írt.

## Művei
- Rulikovszky Kázmér emlékszobra leleplezése alkalmára. Nagyvárad, 1870. (Költemény).
- Esperesi szózat a népiskolák ügyében. Veszprém, 1870.
- Költemények. Veszprém, 1870.
- Gyászbeszéd és ima, melyet Pap Ferencz ur, s. gondnok s megyei pénztárnok felett tartott. Veszprém, 1870. (2. kiadás. Komárom, 1885.).
- A veszprémi helv. hitv. egyházmegye közgyűlésének helyeslésével kibocsátott esperesi szózat az egyházmegyében lévő hitsorsosaikhoz. Veszprém, 1870.
- Érdemkoszorú, melyet Nagy Mihály superintendens életének érdemvirágaiból egybefűzött s a dunántúli h. h. ev. egyházkerület által rendezett emlékünnepen 1878. évi október 20-án a révkomáromi h. h. gyülekezet templomában felmutatott. Komárom, 1878.
- Emlékbeszéd a Komárom körül vívott csatákban elesett 1848-49-diki honvédek porrészei fölé emelt emlékszobor körül összesereglett gyülekezet előtt Herkány-pusztán 1878. november 1-jén. Komárom, 1878. (2. kiadás. Uo. 1885.).
- Lelkészi székfoglaló beszéd a révkomáromi h. h. egyház templomában. Komárom, 1879.
- Emlékbeszéd az ácsi honvédemléknél. Komárom, 1880.
- Lelkészszentelés alkalmával püspöki beszéd és ima. Komárom, 1880.
- Egyházkerületi gyűlés megnyitásakor templomi ima. Komárom, 1880.
- Ünnepi beszéd a Jókai Mór születési házát jelölő emléktáblának ünnepélyes leleplezése alkalmával Rév-Komáromban 1881 aug. 20. Komárom, 1881.

Szerkesztette a Balatonvidéki Naptárt (1862. Kosciusko életrajza, Fiume története sat.).

## Álnevei
Vönöczky (a Jókai által szerkesztett Délibábban és több más lapban is); Pap K. G. az Életképekben (1848); Pap Kovács Gábornak is írta nevét.